# AC Perugia Calcio
Associazione Calcistica Perugia Calcio, zkráceně jen Perugia je italský fotbalový klub hrající v sezóně 2024/25 ve 3. italské fotbalové lize sídlící ve městě Perugia v regionu Umbrie.

## Změny názvu klubu
- 1905/06 – 1920/21 – AC Perugia (Associazione Calcio Perugia)
- 1921/22 – 1928/29 – SS Perugia (Società Sportiva Perugia)
- 1929/30 – 2004/05 – AC Perugia (Associazione Calcio Perugia)
- 2005/06 – 2009/10 – Perugia Calcio (Perugia Calcio)
- 2010/11 – ASD Perugia Calcio (Associazione Sportiva Dilettantistica Perugia Calcio)
- 2011/12 – AC Perugia Calcio (Associazione Calcistica Perugia Calcio)

## Získané trofeje

### Vyhrané domácí soutěže
- 2. italská liga (1×)

1974/75
- 3. italská liga (6×)

1932/33, 1945/46, 1966/67, 1993/94, 2013/14, 2020/21
- 4. italská liga (2×)

1987/88, 2011/12

### Vyhrané mezinárodní soutěže
- Pohár Intertoto ( 1× )

2003

#### Medailové umístění
| Medaile umístění | Sezona  |
| ---------------- | ------- |
| Serie A          | 1978/79 |

## Historie
Klub byl založen 9. června 1905 sloučením týmů Unione Sportiva Braccio Fortebraccio a Libertas. Začali hrát regionální soutěže a v roce 1921 se klub spojil s klubem Società Sportiva Libertas a vznikl klub SS Perugia. Druhou ligu hráli prvně v sezoně 1933/34. Jenže po sezoně 1934/35 klub kvůli nedostatkům financí sestupuje hraje nižší amatérskou soutěž. Sezonu 1937/38 díky administrativě byl přijat do třetí ligy. V sezoně 1938/39 přišel finanční krach a následující sezonu nehraje vůbec. Místo ní v soutěži zaujala místo fašistická skupina G.U.F. Perugia. Po válce je klub obnoven i díky fotbalistům z Británie. Do nejvyšší ligy poprvé postoupili po vítězné sezoně 1974/75 ve druhé lize a vydrží v ní pět sezon po sobě. Nejlepšího umístění bylo 2. místo v sezoně 1978/79. Sestup zpět do druhé ligy byl ovlivněn i díky sázení. Sezonu 1986/87 hráli dokonce až ve čtvrté lize. Návrat do nejvyšší ligy byl po vítězném play off v sezoně 1995/96.
Od roku 1998 do roku 2005 se klub stal stálým účastníkem Serie A, dokázal se dostat i evropských pohárů a to díky vítězství v poháru Intertoto 2003. Jenže 15. července roku 2005 přichází bankrot a končí dlouhá éra vlastníka klubu Luciana Gaucciho. Je založen klub nový s jménem Perugia Calcio a hrají třetí ligu. Jenže ani nový vlastník nevydrží a po pěti letech je ohlášen další bankrot. 12. července roku 2010 je založen díky podnikateli Robertem Damaschim klub nový ASD Perugia Calcio a začínají hrát nejvyšší amatérskou ligu. S příchodem do profi ligy v roce 2011 se klub přejmenuje na nynější název Associazione Calcio Perugia Calcio.
Nejvyšší soutěž hrál klub v 13 sezonách (naposled 2003/04). Nejlepší umístění je 2. místo (1978/79). V Italském poháru je největší úspěch semifinále (2002/03. Ve druhé lize klub odehrál 28 sezon a vyhrál ji 1×.
Dřívější vlastník Luciano Gaucci rád kupoval tehdy neznámé zahraničními hráče jako : Hidetoshi Nakata, Ahn Jung-Hwan, Rahman Rezaei a Al-Saadi Qadhafi, to byl syn libyjského vůdce Muammara Kaddáfího. Dále se pokusil najmout dvě fotbalistky, útočnice Hannu Ljungbergovou a Birgit Prinzovou.

## Účast v ligách
| Úroveň soutěže | Název soutěže (nynější název) | První hraná sezona | Poslední hraná sezona | celkem odehraných sezon |
| -------------- | ----------------------------- | ------------------ | --------------------- | ----------------------- |
| 1              | Serie A                       | 1975/76            | 2003/04               | 13                      |
| 2              | Serie B                       | 1933/34            | 2022/23               | 29                      |
| 3              | Serie C                       | 1926/27            | 2024/25               | 37                      |
| 4              | Serie D                       | 1951/52            | 2011/12               | 11                      |
| 5              | Eccellenza                    | 2010/11            | 2010/11               | 1                       |

Historická tabulka Serie A od sezony 1929/30 do 2023/24.
| Celkové místo | Odehraných sezon | Celkem bodů | Celkem zápasů | Celkem výher | Celkem remíz | Celkem proher | Celkové skore |
| ------------- | ---------------- | ----------- | ------------- | ------------ | ------------ | ------------- | ------------- |
| 30            | 13               | 459         | 418           | 126          | 140          | 152           | 476:554       |

## Fotbalisté

### Historické statistiky
| Počet utkání | Počet utkání     | Počet utkání |  | Počet branek | Počet branek         | Počet branek |
| Pořadí       | Jméno            | Počet        |  | Pořadí       | Jméno                | Počet        |
| 1.           | Dante Fortini    | 360          |  | 1.           | Armando Serlupini    | 72           |
| 2.           | Pierluigi Frosio | 323          |  | 2.           | Giovanni Cornacchini | 60           |
| 3.           | Michele Nappi    | 246          |  | 3.           | Fabrizio Ravanelli   | 50           |
| 4.           | Oriano Nenci     | 191          |  | 4.           | Fabio Mazzeo         | 43           |
| 5.           | Elio Vanara      | 188          |  | 5.           | Samuel Di Carmine    | 42           |

### Rekordní přestupy
| Nákup  | Nákup            | Nákup     | Nákup      | Nákup          |  | Prodej | Prodej           | Prodej    | Prodej   | Prodej          |
| Pořadí | Jméno            | sezona    | klub       | částka         |  | Pořadí | Jméno            | sezona    | klub     | částka          |
| 1.     | Manuele Blasi    | 2001/2002 | Řím        | 9,81 mil. Euro |  | 1.     | Hidetoshi Nakata | 1999/2000 | Řím      | 21,69 mil. Euro |
| 2.     | Marco Materazzi  | 1999/2000 | Everton    | 4,13 mil. Euro |  | 2.     | Manuele Blasi    | 2002/2003 | Juventus | 17,7 mil. Euro  |
| 3.     | Hidetoshi Nakata | 1998/1999 | Bellmare   | 3,5 mil. Euro  |  | 3.     | Fabio Liverani   | 2001/2002 | Lazio    | 13 mil. Euro    |
| 4.     | Nicola Leali     | 2018/2019 | Juventus   | 2,5 mil. Euro  |  | 2.     | Marco Materazzi  | 2001/2002 | Inter    | 10,5 mil. Euro  |
| 5.     | Zisis Vryzas     | 2000/2001 | PAOK Soluň | 1,5 mil. Euro  |  | 3.     | Mirko Pieri      | 2001/2002 | Udinese  | 9,8 mil. Euro   |

## Na velkých turnajích

### Účastníci Mistrovství světa
- Fabián O'Neill (MS 2002)
- Ahn Jung-hwan (MS 1990)

### Účastníci Afrického poháru národů
- Jamal Alioui (APN 2004)
- Ferdinand Coly (APN 2004)
- Souleymane Diamoutene (APN 2004)

### Účastníci Copa America
- Iván Kaviedes (CA 1999)

### Účastníci Olympijských her
- Héctor Tapia (OH 2000)
- Claudio Rivalta (OH 2000)
- Jamal Alioui (OH 2004)

## Česká stopa

### Trenér
- Július Korostelev (1957/58)

### Hráči
- Jaroslav Šedivec (2004/05)
- Michael Rabušic (2014/15)
- Lukáš Zima (2015/16)